# Авила, Карлос Антонио
Карлос Антонио Авила (исп. Carlos Antonio Avila; род. 12 августа 1964, Комодоро-Ривадавия, Чубут) — аргентинский католический священник, миссионер, член монашеской конгрегации Воплощённого Слова. Ординарий миссии sui iuris в Таджикистане с 29 сентября 1997 по 19 сентября 2013.

## Биография
После окончания средней школы Карлос Антонио Авила поступил в Духовную семинарию в городе Сан-Рафаэль. 8 декабря 1990 года был рукоположён в священника, после чего служил в Перу в приходах архиепархии Арекипы. Преподавал богословие в Духовной семинарии в Арекипе.
С 1992 года обучался в Папском университете Фомы Аквинского в Риме, после окончания которого получил научную степень лиценциата богословия.
В 1994 году прибыл в Россию, где служил викарием в казанском католическом приходе Воздвижения Креста Господня. В 1996 году отправился на миссию в Таджикистан.
29 сентября 1997 года Римский папа Иоанн Павел II учредил в Таджикистане миссию sui iuris и назначил её ординарием Карлоса Антонио Авилу.
19 сентября 2013 года покинул свой пост.
Карлос Антонио Авила также исполнял должность атташе по культуре посольства Таджикистана при Ватикане.